# Okręg Laval
Okręg Laval (fr. Arrondissement de Laval) – okręg w północno-zachodniej Francji. Populacja wynosi 151 tysięcy.

## Podział administracyjny
W skład okręgu wchodzą następujące kantony:
- Argentré,
- Chailland,
- Évron,
- Laval-Est,
- Laval-Nord-Est,
- Laval-Nord-Ouest,
- Laval-Saint-Nicolas,
- Laval-Sud-Ouest,
- Loiron,
- Meslay-du-Maine,
- Montsûrs,
- Saint-Berthevin,
- Sainte-Suzanne.